# Uromyces cestri
Uromyces cestri är en svampart som beskrevs av Bertero ex Mont. 1852. Uromyces cestri ingår i släktet Uromyces och familjen Pucciniaceae.   Inga underarter finns listade i Catalogue of Life.